# Samuel Gold
Samuel Gold (Kővágóörs, Hongria, 2 de juliol de 1835 – Nova York, 9 de novembre de 1920) va ser un metge, periodista i escaquista i compositor d'escacs hongarès.

## Biografia
Samuel Gold va néixer al si d'una família jueva a la localitat de Kővágóörs, situada a la riba del llac Balaton. Va començar a jugar als escacs amb 15 anys, a l'escola secundària.
En 1857 es va mudar a Viena a estudiar medicina, però de seguida va començar a dedicar-se als escacs. Aquell mateix any ja va publicar crítiques i articles sobre aquest esport al Budapest Vasárnapi Újság i el Wiener Illustrierten Zeitung, i des de 1864 va ser redactor d'escacs a la revista Der Osten i més tard al mateix temps en altres publicacions i periòdics com ara l'Allgemeinen Sport-Zeitung.
El 1883 va publicar la seva col·lecció de 200 Exercicis d'escacs.
Des de 1887 va ser a Viena el professor d'escacs del posteriorment aspirant al campionat mundial Carl Schlechter.
El 1892 va viatjar a Amèrica i ja no va tornar a Europa. Va escriure sobre escacs pel New York Sun, periòdic avui dia desaparegut.